# Rocinela americana
Rocinela americana is een pissebed uit de familie Aegidae. De wetenschappelijke naam van de soort is voor het eerst geldig gepubliceerd in 1879 door Schioedte & Meinert.